# 6395 Hilliard
6395 Hilliard este un asteroid din centura principală de asteroizi.

## Descriere
6395 Hilliard este un asteroid din centura principală de asteroizi. A fost descoperit pe 21 octombrie 1990 la Yatsugatake de Yoshio Kushida și Osamu Muramatsu. Asteroidul prezintă o orbită caracterizată de o semiaxă mare de 2,41 ua, o excentricitate de 0,20 și o înclinație de 1,5° în raport cu ecliptica.